# MedlinePlus
MedlinePlus este un serviciu de informare online produs de Biblioteca Națională de Medicină a Statelor Unite. Serviciul oferă îngrijire paliativă și informații despre sănătatea consumatorilor în engleză și spaniolă cu conținut selectat în limbi suplimentare.
Site-ul reunește informații de la Biblioteca Națională de Medicină (NLM), Institutele Naționale de Sănătate⁠(d) (NIH), alte agenții guvernamentale americane și organizații legate de sănătate. Există, de asemenea, un site optimizat pentru afișarea pe dispozitive mobile, atât în engleză, cât și în spaniolă. În 2015, aproximativ 400 de milioane de oameni din întreaga lume au folosit MedlinePlus.  Serviciul este finanțat de NLM și este gratuit pentru utilizatori.
MedlinePlus oferă informații enciclopedice cu privire la problemele de sănătate și de droguri și oferă un director de servicii medicale. MedlinePlus Connect conectează pacienții sau furnizorii din sistemele de informații electronice de sănătate (DES) la informațiile MedlinePlus aferente privind afecțiunile sau medicamentele.
PubMed Health este un alt site NLM care oferă informații despre sănătatea consumatorilor, pe lângă informațiile pentru profesioniștii din domeniul sănătății.